# Gilles de Bretagne
Gilles de Bretagne (* 1425; † 25. April 1450 auf Burg La Harduinais) war ein Angehöriger der bretonischen Herzogsfamilie.
Er war von 1436 bis 1438 Seigneur de Princé et de La Mothe-Achard, wurde 1438 Seigneur et Châtelain de Lamballe, war von 1439 bis 1443 Seigneur de Champtocé et d’Ingrandes.

## Leben
Gilles ist das siebte Kind und der dritte Sohn von Herzog Jean VI. († 1442) und Jeanne de France, einer Tochter des französischen Königs Karl VI. Er ist der Bruder der bretonischen Herzöge François I. und Pierre II., der Neffe des französischen Connétable de Richemont († 1458) sowie der Enkel der englischen Königinwitwe Jeanne de Navarre († 1437), die nach dem Tod des Herzogs Jean V. († 1399) den englischen König Heinrich IV. († 1413) geheiratet hatte.
Sein Vater stellte ihn im März 1432 an die Spitze der Gesandtschaft, die an den englischen Hof geschickt wurde, um einen allgemeinen Friedensschluss vorzubereiten. Als Verwandter der Königinwitwe wurde ihm dort eine Pension gewährt, woraufhin er in England blieb und zusammen mit deren Stiefsohn König Heinrich VI. erzogen wurde.
Gilles wurde spätestens 1434 in die Bretagne zurückgerufen, wo er am 24. August 1434 an einer Versammlung des Conseil ducal teilnahm. Am 1. März 1436 erhielt er von seinem Vater die Herrschaften Princé und La Mothe-Achard als Apanage, die dieser von Gilles de Rais erworben hatte, und die er im Februar 1438 gegen die Herrschaft Lamballe eintauschte. Am 2. März 1439 wurde er Seigneur de Champtocé et d’Ingrandes.
1437 wurde er zum König Jakob I. von Schottland gesandt, um für seinen Bruder François die Hand von dessen Tochter Isabelle zu erbitten.
1443, in der Endphase des Hundertjährigen Kriegs, schickte ihn sein Bruder François, der im Jahr zuvor Herzog geworden war, zu König Heinrich VI. von England, um einen Friedensvertrag auf der Ebene souveräner Staaten (paix entre les Couronnes) zu verhandeln, woraufhin der französische König Karl VII. ihn zum Rebellen erklärte und am 28. August 1443 seinen Besitz Champtocé und Ingrandes beschlagnahmte. Gilles de Bretagne blieb daraufhin bis gegen Ende des Jahres 1443 in England und trat in den Dienst Heinrichs VI.
Nach seiner Rückkehr in die Bretagne entführte Gilles de Bretagne Ende Mai 1444 die achtjährige Françoise de Dinan (* 20. November 1436 im Manoir de La Roche Suhart in Trémuson), einzige und Erbtochter des kurz zuvor, am 30. April 1444, gestorbenen Jacques de Dinan, Grand Bouteiller de France, und der Catherine de Rohan, mit der er am 17. Juni 1443 dann bereits verheiratet war. Sie war nun Dame de Châteaubriant, de Beaumanoir, du Guildo, de Montafilan, de Candé, de Vioreau, des Huguetières-en-Retz, du Bodister-en-Plourin et de La Harduinais, hatte die genannten Herrschaften am 21. Mai 1444 durch den Tod ihres Onkels Bertrand de Dinan, Marschall der Bretagne, geerbt. Françoise de Dinan war bereits seit dem 28. September 1441 mit François de Montfort, Sire de Gavre verlobt, dem ältesten Sohn von Guy XIV. de Laval, dennoch stieß Gilles de Bretagne bei seiner Aktion nicht auf ernsthaften Widerstand: der Herzog ließ seinen Bruder gewähren, Catherine de Rohan, die Mutter Françoises war eingeweiht – und Guy XIV. de Laval stimmte am 4. Juli 1444 zu, nachdem Herzog François I. ihm eine Ausgleichszahlung von 20.000 Écu zugesagt hatte.
Gilles de Bretagne zog sich auf seine Burg Le Guildo zurück, die bald ein Zentrum der Opposition gegen Herzog Franz I. und Gegner Frankreichs wurde. Er verließ den bretonischen Hof, trat am 19. Oktober 1445 als Gouverneur von Moncontour und Saint-Malo zurück und verzichtete am 23. Oktober 1445 zudem auf seine Apanage Champtocé (über die er ohnehin nicht mehr verfügte). Er erklärte sich zum Gefolgsmann (serviteur) des englischen Königs, lehnte die Unterwerfung unter den König von Frankreich ab und war bereit, seinen Bruder, den Herzog, zu verraten, der ihn daraufhin am 26. Juni 1446 verhaften und nach Dinan bringen ließ. Im August 1446 wurde er von den in Redon versammelten Generalständen verurteilt. Gilles de Bretagne wurde nacheinander in der Burg Châteaubriant, in Moncontour, im Donjon de Touffou (in Le Bignon bei Nantes) und schließlich in der Burg Le Harduinais (in Saint-Launeuc) festgehalten. In Le Harduinais wurde er am 25. April 1450 erdrosselt.
Gilles de Bretagne wurde vor dem großen Altar der Kirche der Abtei Boquen in Plénée-Jugon bestattet.
Françoise de Dinan war nach der Verhaftung Gilles‘ Isabella von Schottland, der Ehefrau des Herzogs, übergeben worden (für die Gilles seinerzeit den Brautwerber gemacht hatte), später dann dem Präsidenten der Chambre des comptes, bis sie 1450, nach Gilles‘ Tod, mit dem 30 Jahre älteren Guy XIV. de Laval (und nicht dessen Sohn François, dem späteren Guy XV. de Laval, wie zuerst geplant) verheiratet wurde.
Die Ehe von Gilles und Françoise blieb naturgemäß ohne Nachkommen (zumal sie aufgrund des Alters der Braut nicht vollzogen werden durfte und sie bei seiner Verhaftung davon noch weit entfernt war). Allerdings hatte er zwei uneheliche Söhne von einer oder mehreren unbekannten Frauen:
- Édouard, einer der Kommandanten der Flotte, die Herzog François II. 1475 gegen die Engländer ausrüstete und 1476 mit dem Schutz von Nantes beauftragte, der noch 1477 bezeugt ist und schließlich von den Feinden seines Vaters enthauptet wurde.
- Guillaume, Kommandant einer Flotte von zehn Schiffen, die Herzog François II. 1460 gegen die englische Küste schickte, 1462 gegen den französischen König sowie 1464 und 1466 gegen den König von England.